# Gen Rosso
A Gen Rosso együttes Olaszországban alakult 1966-ban.
Az együttes a Fokoláre mozgalom keretein belül jött létre az alapító, Chiara Lubich kezdeményezésére a mozgalom modell-településén, a Firenze melletti Loppianóban. A csoport, amelynek hivatalos megjelölése "international performing arts group", egy igazságos, békés, élhető világ építéséért tevékenykedik. Ez a cél a tagok magánéletében is kifejeződik, mely a loppianoi élettapasztalat kisugárzása.
Pályafutása során a Gen Rosso több mint 1500 koncertet adott a világ 38 országában több mint 4 millió hallgatónak, 54 albumot adtak ki (a különböző nyelven megjelentetett változatokkal együtt), ezeken 320 dalt publikáltak.

## Történet

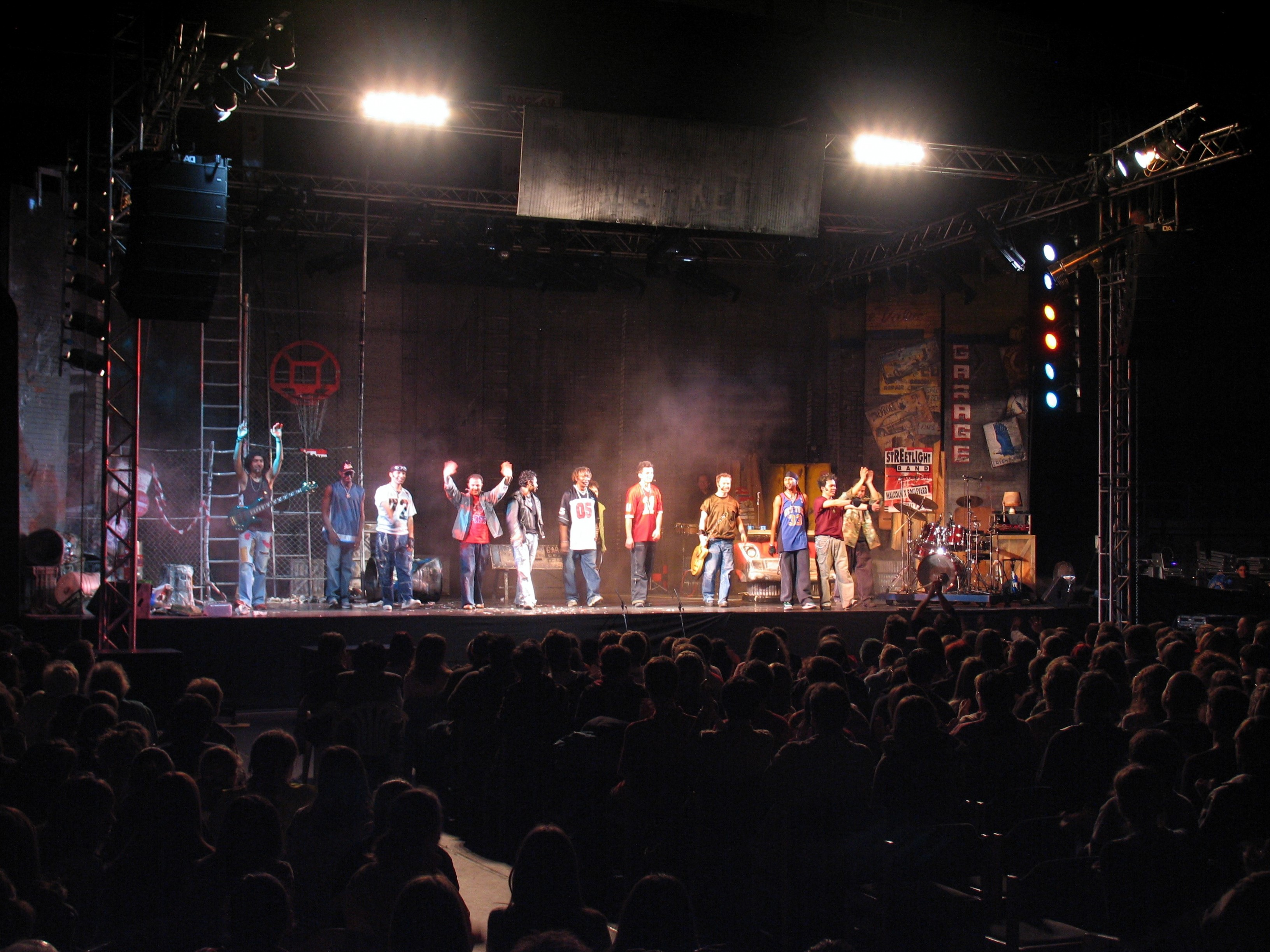
Gen Rosso: Streetlight Kecskeméten, 2008

Az olaszországi Incisa Valdarno (Firenze) városához tartozó Loppiano nemzetközi közösségében született meg az igény, hogy a zenei adottságokkal rendelkező fiatalok is színesebbé tegyék a település életét. A formálódó zenekarnak 1966 karácsonyán Chiara Lubich gitárokat és egy dobfelszerelést ajándékozott. E dob színéről kapta nevét az együttes (Gen = új nemzedék, ill. rosso = vörös).
A korai koncerteken különféle stílusú saját dalokból és népzenéből álló programot adtak elő, melyet koreográfiák színesítettek. Ezzel az előadással bejárták Európát és a Távol-Keletet (Szingapúr, Hongkong, Fülöp-szigetek, 1979). Az első amerikai turnéra (USA, 1982) készült el a Valaki felkelti a napot (Someone Lets the Sun Rise) című program. 1984-ben mutatták be az együttes első musicaljét, az Egy változó történet-et (Una storia che cambia). A csúcspont a veronai Arénában tartott bemutató koncert volt, amely később videón is megjelent. 1987–1990-ben az együttes színpadra állította első tematikus programját Koncert a békéért (In concerto per la pace/Time of Inspiration) címmel. A turné zárásaként 1990-ben az elsők között járták körbe a volt szocialista országokat, és koncertet adtak Berlinben, Prágában, Kassán, Kijevben és a Budapest Sportcsarnokban. 1991-től ismét a rock-koncertek felé fordultak, egyre őszintébb és bátrabb szövegekkel. A Music and more turné 1991-es szakaszában első ízben járták végig Dél-Amerika számos országát. Ettől kezdve az együttes főként Olaszországban és Németországban tevékenykedett. 1997-ben közvetlenül a háború befejezése után koncertet adtak a lerombolt Szarajevóban.
2000-től kezdve az együttes második musicaljével, a Streetlighttal turnézik Európában, az Egyesült Államokban (2001), Brazíliában (2002) és Afrikában (2008). Ebből a musicalből született meg Németországban a mára az Európai Unió által is támogatott Erő erőszak nélkül (Stark ohne Gewalt) projekt, amelyben az együttes 4-5 napos közös alkotásra hívja egy-egy középiskola diákjait. A jelenleg is futó program keretében zajlott az együttes második, 2008-as magyarországi látogatása, egy Kecskeméten tartott nyilvános ill. a váci börtön számára adott zárt koncerten kívül négy napot töltöttek a miskolci Fényi Gyula Jezsuita Gimnázium diákjaival.
Emellett 2005-ben új programot indítottak útjára Zenit címmel, amely az együttes negyvenéves történetének emlékezetes dalait gyűjtötte össze. A 2007-es torinói koncert anyagából jelentették meg a Gen Rosso első DVD-jét 2011-ben. 2008 és 2009 decemberében a Gen Verde együttessel közös koncerteket is adtak. 2011-től a Zenit új programmá alakult Dimensione indelebile (Kitörölhetetlen dimenzió) címmel.
2015-ben új musicallel jelentkeztek Campus címmel. Emellett akusztikus programban hozták vissza a Zenittel megkezdett dalokból álló koncerteket, amelyet a 2010-es évek második felében Life címen önálló programként adtak elő a musical-fellépések mellett. Ennek az anyagából válogattak 2019-ben a 26 év óta első koncertalbumhoz.
2020 első felében, a COVID-19 miatti karantén idején a törölt koncertek helyett otthonról, 20 perces online fellépésekkel jelentkeztek, amelyek csúcspontját az augusztus 2-i, a Fokoláre dél-amerikai tevékenysége támogatására szervezett online koncert jelentette. Eközben három kislemez (Go for love, Now, Shock of the world) is online jelent meg, az első kettő az online fellépések keretében.

## Fontosabb fellépéseik
| - 1973 Genfest Loppiano (Olaszország) - 1975 Genfest Róma - 1980 Genfest (Róma, Stadio Flaminio) - 1981 Familyfest (Róma, Palaeur) - 1985 Genfest (Róma, Palaeur) - 1989 V. Ifjúsági Világtalálkozó (Santiago de Compostela) - 1990 Genfest (Róma, Palaeur) - 1993 Familyfest (Marino, Róma) - 1995 Genfest (Róma, Palaeur) | - 1997 Eucharisztikus Kongresszus (Bologna) - 1998 Egyházi mozgalmak és közösségek találkozója (Róma, Szt. Péter tér) - 2004 Együtt Európáért (Stuttgart) - 2005 Familyfest (Róma, Capitolium) - 2005 XX. Ifjúsági Világtalálkozó (Köln) - 2007 Együtt Európáért II (Stuttgart) - 2008 XXI. Ifjúsági Világtalálkozó (Sydney) |

## Tagok
Eric Mwangi Irungu (Kenya), Adelson De Oliveira, Gui Dos Santos (Brazília), Ponsiano Pascal Changa (Tanzánia), Dennis Ng, Bart Ostia (Fülöp-szigetek), Lito Amuchástegui, Juan 'Cachi' Elortegui (Argentína), Tomek Mikusziński (Lengyelország), Valerio 'Lode' Ciprì, Santino Zacchetti, Valerio Gentile, Ciro Ercolanese, Emanuele Gervasoni, Cristiano Gallian, Nando Perna (Olaszország), José Manuel García (Spanyolország), Benedikt Enderle (Svájc)